# Куколь, Владимир
Владимир Ку́коль (словац. Vladimír Kukoľ; род. 8 мая 1986, Левоча, Чехословакия) — словацкий футболист, полузащитник клуба «Попрад».

## Биография
Начинал свою карьеру на родине. Три года Куколь выступал за один из сильнейших клубов Словакии «Ружомберок». Затем хавбек уехал в Польшу, где играл в командах «Сандецья», «Ягеллония», «Завиша» из различных местных лиг.
В 2012 году футболист вернулся в Словакию и подписал контракт со «Спартаком» из Миявы, за которого он выступал в течение двух сезонов. Летом 2014 года Владимир Куколь перешёл в чешскую «Высочину». В 2016 году вернулся в «Спартак», а затес выступал за другие словацкие клубы — «Попрад» и «Железиарне».
В 2023 году вошёл в тренрский штаб команды игроков до 19 лет клуба «Железиарне».